# Lollands Nørre Herred

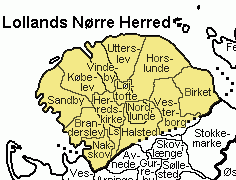
Lollands Nørre Herred

 Lollands Nørre Herred was een herred in het voormalige Maribo Amt in Denemarken. De herred omvat het noordwestelijke deel van het eiland Lolland. In 1970 werd het gebied deel van de nieuwe provincie Storstrøm

## Parochies
Naast de stad Nakskov omvatte de herred oorspronkelijk 12 parochies.
- Birket
- Branderslev
- Halsted
- Herredskirke
- Horslunde
- Købelev
- Løjtofte
- Sankt Nikolai
- Nordlunde
- Sandby
- Stormarks
- Utterslev
- Vesterborg
- Vindeby